# عامر العمري
عامر العمري، لاعب كرة قدم قطري، من مواليد 3 يناير 1983. يلعب حاليا كحارس مرمى .
لعب سابقاً مع أندية الأهلي والشمال و الخور والشحانية و الخريطيات والسيلية و معيذر و الوعب.
و هو شقيق اللاعب عادل العمري .

## روابط خارجية
- عامر العمري على موقع Soccerway.com (الإنجليزية)